# Acanthephippium bicolor
Acanthephippium bicolor  es una especie de orquídea con hábitos terrestres perteneciente a la subfamilia Epidendroideae. Es originaria de Asia.

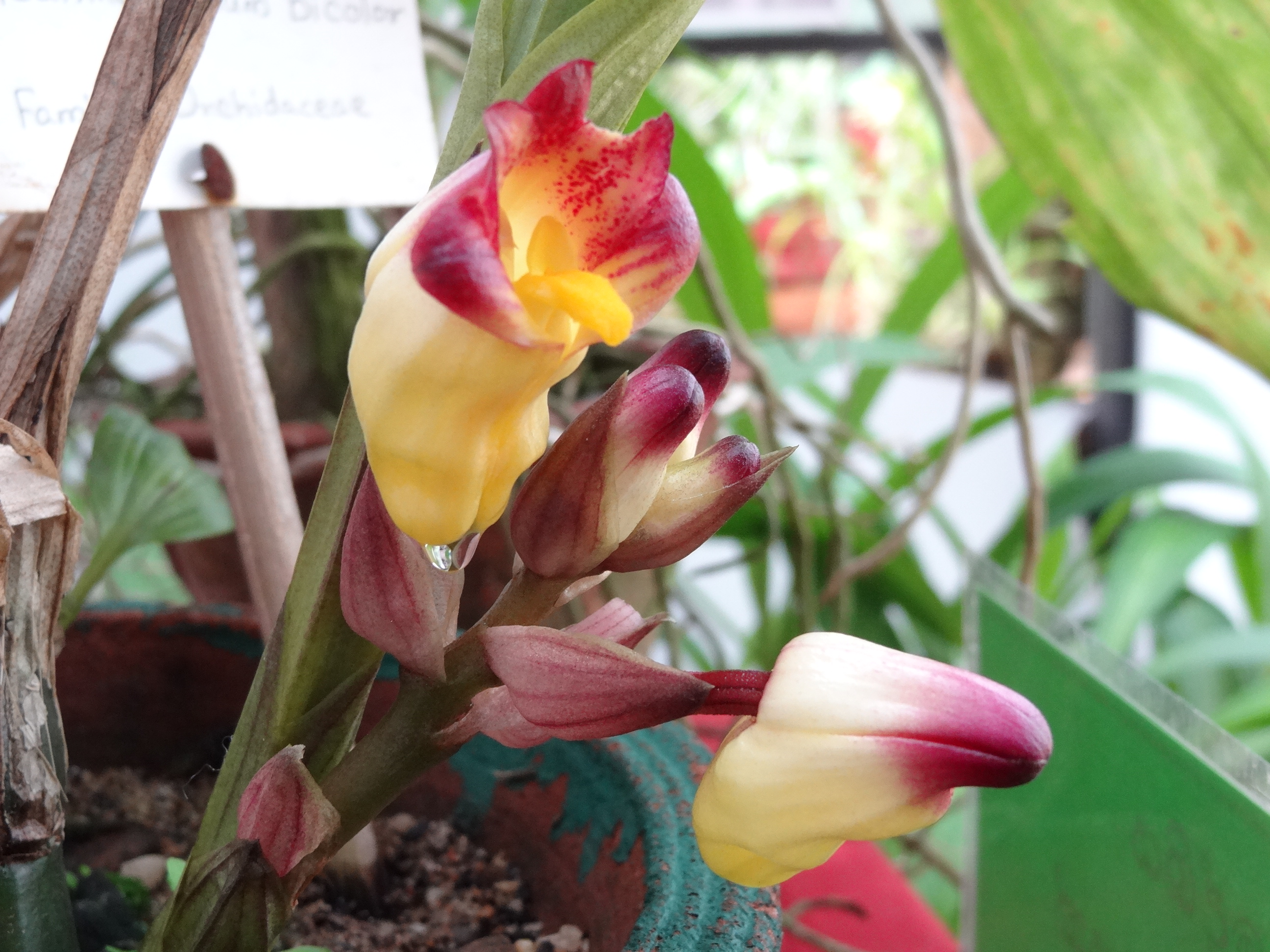
Vista de la planta

## Descripción
Es una orquídea de pequeño tamaño que tiene hábitos terrestres con grandes pseudobulbos lisos que terminan en un tronco delgado con dos hojas apicales. Florece en otoño.

## Distribución
Se encuentra en  el sur de la India y Sri Lanka.

## Taxonomía
Acanthephippium bicolor fue descrita por  Carl Ludwig Blume  y publicado en Edwards's Bot. Reg. 20: t. 1730 (1835).
Etimología
Acanthephippium: nombre genérico que procede de las palabras griegas: " acanthos " = " espinoso " y " ephippion " = " sillín "" asiento ", en referencia a la estructura del labelo que se asemeja a una silla de montar.
bicolor: epíteto latino que significa "con dos colores".